# Przemyśl
Pour les articles homonymes, voir Przemyśl (homonymie).
Przemyśl (prononcé en polonais : [ˈpʃɛ̃mɨɕl̥] ; en ukrainien : Перемишль ; en latin : Præmislia ; en yiddish : פּשעמישל) est une ville de la voïvodie des Basses-Carpates, dans le Sud-Est de la Pologne, à la frontière de l'Ukraine. 
Elle est le chef-lieu du powiat de Przemyśl, sans en faire partie, et constitue un powiat-ville. Avec sa population de 60 999 habitants en 2019 (environ 64 000 en 2012), elle était la deuxième ville la plus peuplée de la voïvodie des Basses-Carpates.
Ville millénaire, l'une des plus anciennes du pays, Przemyśl est connue pour son histoire et son patrimoine, avec notamment ses nombreuses églises et monuments historiques. En 2013, le label EDEN (pour European Destinations of Excellence ou destinations européennes d'excellence en français) lui est décerné. Depuis 2018, la vieille ville ainsi que la forteresse de Przemyśl sont classées monuments de l`Histoire, titre accordé par le président de la république de Pologne à des sites nationaux remarquables. La ville engage les démarches afin d’inscrire sa forteresse au patrimoine mondial de l'Unesco.

## Géographie
Przemyśl occupe une position-clé dans le couloir reliant les Carpates orientales à la plaine. Elle a été le carrefour de routes commerciales au centre d’une région très fertile. Cette situation est à l'origine de son développement économique. 
Przemyśl se trouve à la frontière de l'Ukraine, à 61 km — 97 km par la route — au sud-est de Rzeszów, le chef-lieu de la voïvodie, à 88 km — 96 km par la route — à l'ouest de Lviv, et à 285 km — 377 km par la route — au sud-est de Varsovie.

## Histoire

### Fondation
Przemyśl (Peremychl) est la plus ancienne ville du Sud de la Pologne après Cracovie. Elle est fondée au VIIIe siècle et fait alors partie de la Grande-Moravie. Des traces archéologiques attestent déjà d'une présence monacale au IXe siècle.

### Moyen Âge
L'invasion de la Grande-Moravie par les Magyars vers 899 pousse les habitants à se mettre sous la protection de la Rus' de Kiev, précurseur de l'actuelle Ukraine, comme Sanok et Chełm. Depuis cette époque, Przemyśl est un sujet de contentieux entre la Pologne, la Rus' de Kiev (relayée par l'Ukraine) et la Hongrie. La première mention historique de la ville date de 981 et concerne cette rivalité. 
Au XIe siècle, Przemyśl est la capitale de la principauté de même nom, fondée par Riourik. Elle fait ensuite partie de la principauté de Galicie puis du royaume de Galicie-Volhynie. La ville est incorporée à la Pologne dans la deuxième partie du XIVe siècle. À cette époque, elle obtient les privilèges urbains (droit de Magdebourg) confirmés par le roi Ladislas II Jagellon en 1389. 

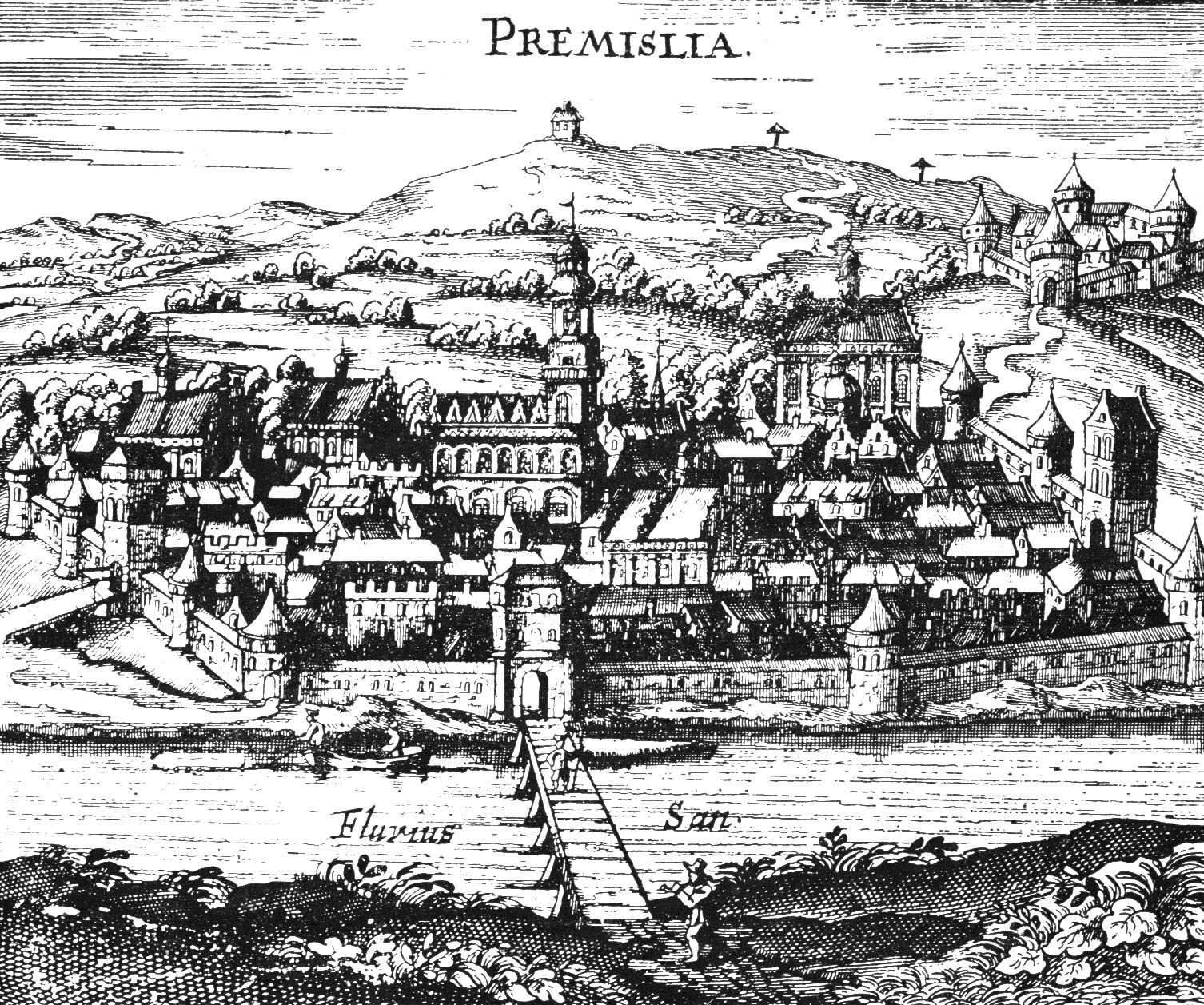
Gravure médiévale de Premislia.

### Renaissance
Durant la Renaissance, la ville prospère en tant que grand centre de commerce. Polonais, Ruthènes, Juifs, Allemands, Tchèques et Arméniens cohabitent. La ville commence à décliner au milieu du XVIIe siècle en conséquence de la guerre avec la Suède et de l'effondrement de l'Union polono-lituanienne. Ce n'est qu'à la fin du XVIIIe siècle que la population retrouve son importance d'antan.
En 1772, à la suite du premier partage de la Pologne, Przemyśl est annexée par l'Autriche et se retrouve dans sa province de Galicie. 

### Époque moderne

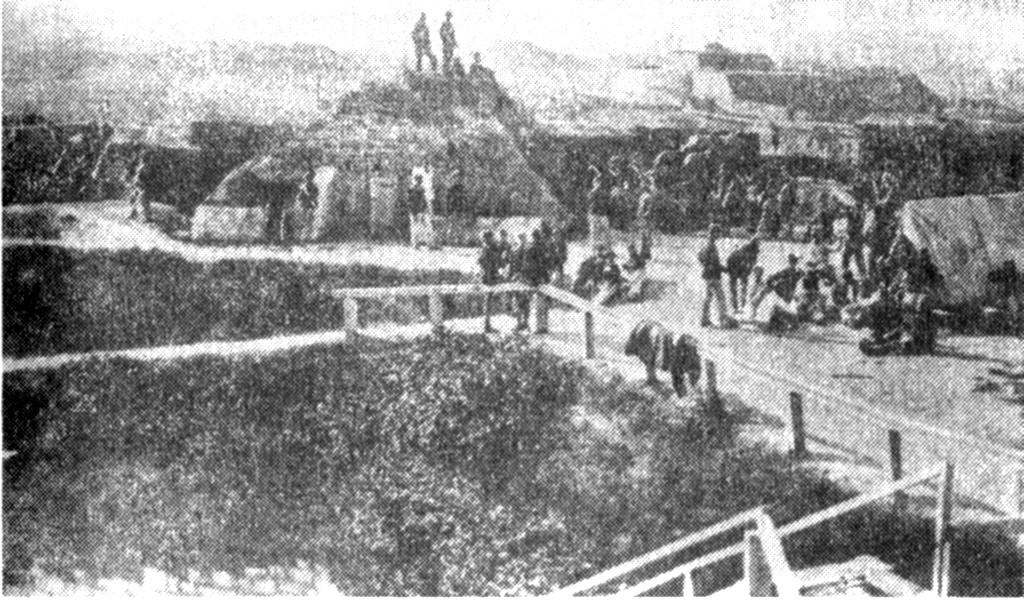
Forteresse de Przemyśl, 1863.

En 1861, une ligne de chemin de fer est construite et relie la ville à Cracovie et à Lwów (Lemberg en allemand, Lvov en russe, Lviv en ukrainien). Au milieu du XIXe siècle, en raison des tensions grandissantes entre l'Autriche et la Russie au sujet des Balkans, Przemyśl devient une ville d'une importance stratégique considérable pour les Autrichiens.  
Pendant la guerre de Crimée (1853-1856), la ville est transformée en un camp fortifié, entouré par une ceinture d'une circonférence de 15 km contenant trente forteresses. Les progrès réalisés par l'artillerie pendant la seconde partie du XIXe siècle ont très vite rendu ces fortifications obsolètes. De 1888 à 1914, les Autrichiens construisent une deuxième ceinture de 45 km de circonférence contenant quarante-quatre forts tandis que l'anneau intérieur est renforcé et modernisé. Après Anvers et Verdun, Przemyśl devient la troisième ville la plus fortifiée d'Europe. Elle peut accueillir 85 000 soldats et 956 canons. 

### XXesiècle

#### Première Guerre mondiale

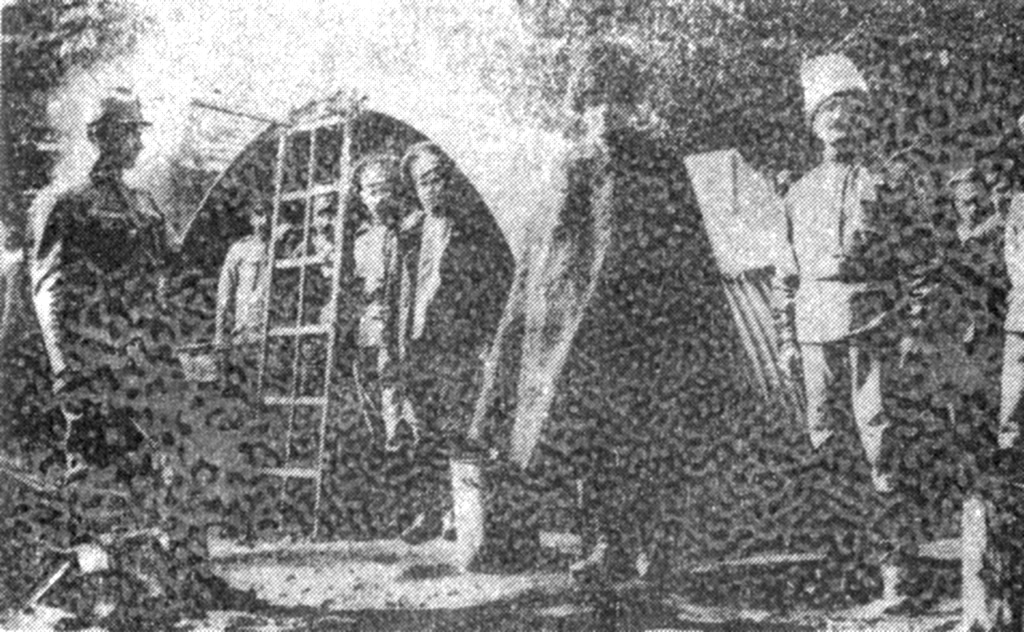
Prisonniers russes dans la forteresse de Przemysl, 1914.

En août 1914, au début de la Première Guerre mondiale, les Russes prennent l'avantage sur les Autrichiens et avancent rapidement en Galicie. Przemyśl remplit complètement sa mission en arrêtant l'armée russe forte de 300 000 hommes.  

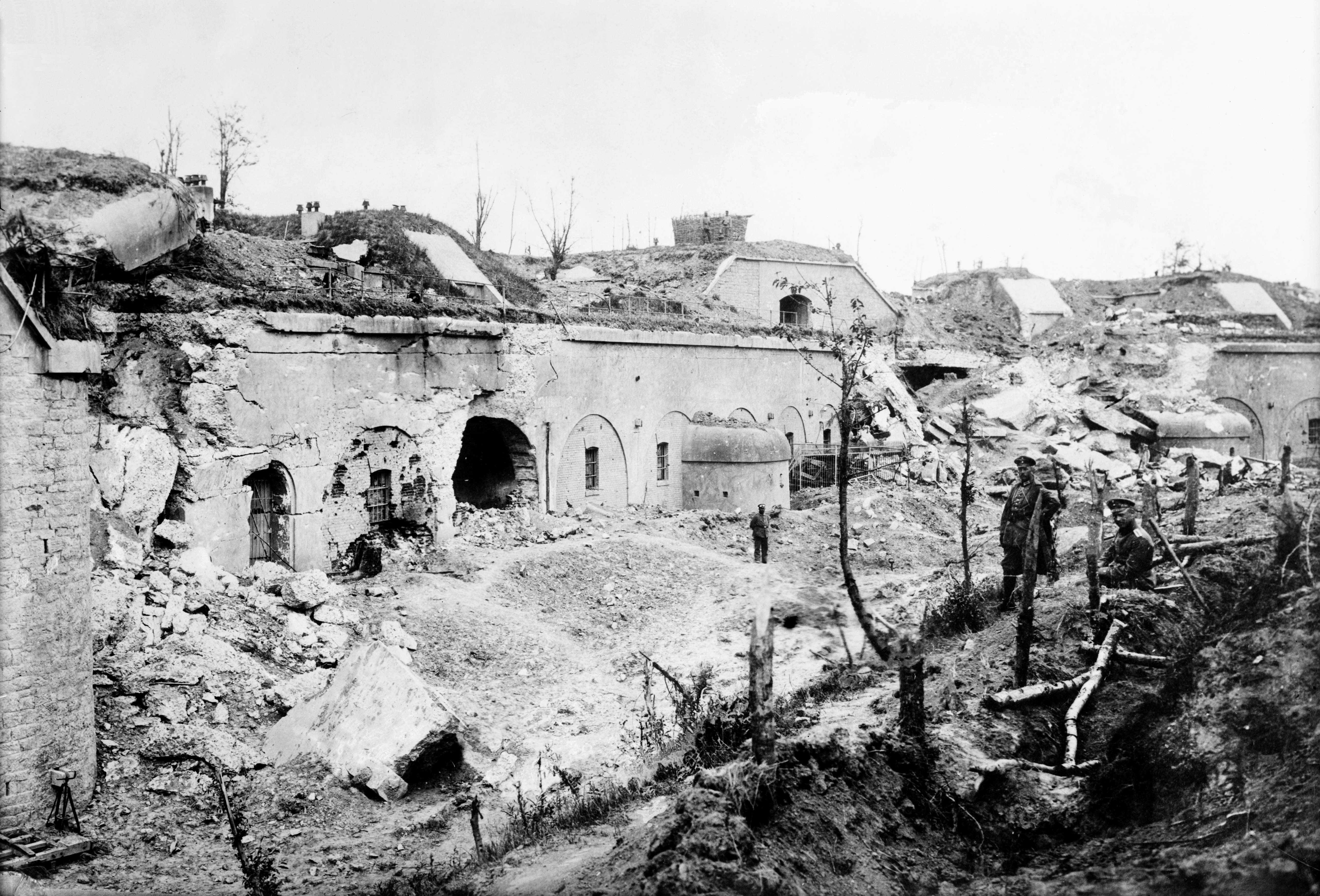
Ruines de Przemysl, 1915.

À partir d'octobre 1914, les Russes assiègent de nouveau la ville. Faute de vivres, les défenseurs de la ville, épuisés, déposent les armes le 22 mars 1915 après avoir détruit les fortifications. Les Russes font 126 000 prisonniers et s'emparent de sept cents pièces d'artillerie. Le communiqué du 23 mars à Pétrograd donne le détail : 9 généraux, 93 officiers supérieurs, 2 500 officiers subalternes et fonctionnaires et 117 000 soldats. Les Empires centraux reprennent Przemyśl le 3 juin 1915. Les combats dans la région ont fait 115 000 morts, blessés ou disparus. 
Lors de leur départ de Przemysl à l'été 1915, les Russes déportent les Juifs et d'autres populations de la ville vers la Russie. 

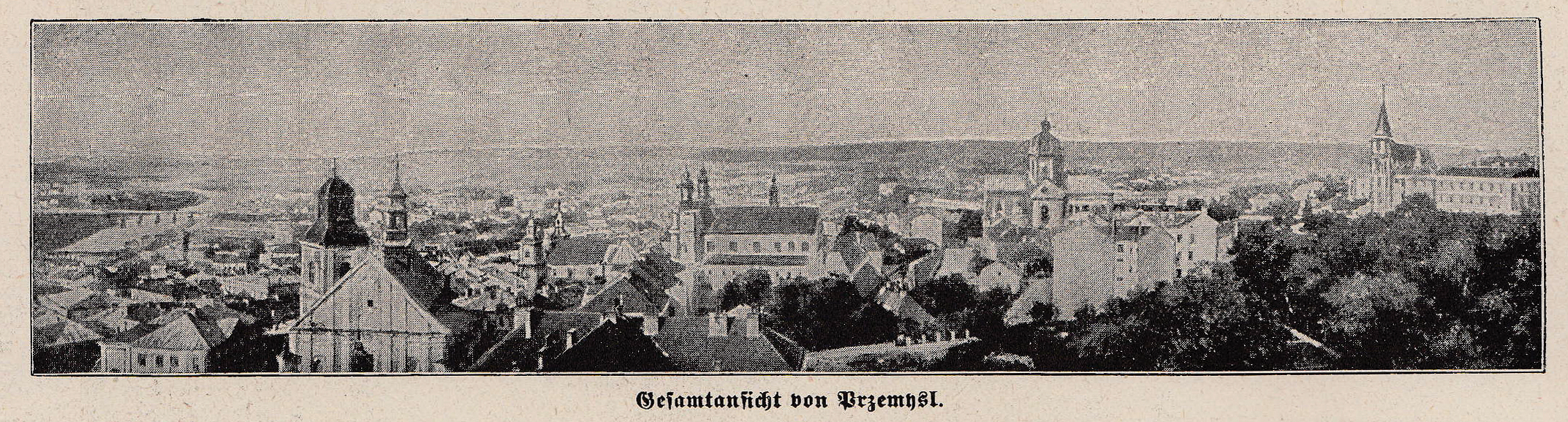
Vue de Przemyśl en 1914.

Après la première guerre mondiale, la ville fait l'objet d'un conflit entre la Pologne et l'Ukraine. En octobre 1918, l'indépendance de la Pologne est proclamée. Le 12 novembre 1918, la ville est entièrement aux mains des Polonais. 

#### Seconde Guerre mondiale
En 1931, la ville compte 62 272 habitants. 
En 1939, après l'invasion de la Pologne par l'Allemagne et l'Union soviétique, la ville de Przemyśl se trouve à la frontière séparant la zone d'occupation allemande de la zone d'occupation soviétique. 
Du 15 au 19 septembre 1939, dans le cadre de la mise en œuvre de la Shoah polonaise, six cents Juifs sont assassinés par les Einsatzgruppen dans le cimetière de la communauté juive lors du massacre de Przemyśl (de). De nombreux Juifs réussissent à passer dans la zone soviétique. Le 21 septembre, les Allemands quittent le territoire sur la rive orientale de la rivière San et brûlent la Vieille Synagogue du XVIe siècle et le Tempel sur la rue Jagiellonska.
En avril-mai 1940, environ sept mille Juifs sont déportés de la Przemysl soviétique occupée vers la Russie, la plupart étant des réfugiés de l'Ouest de la Pologne, ayant fui devant l’avance allemande.
En juin 1941, l'Allemagne nazie attaque l'Union soviétique et prend le contrôle de toute la ville. Un Judenrat est établi une semaine plus tard. 
Le 20 juin 1942, un premier groupe de 1 000 Juifs de la région de Przemyśl est envoyé au camp de travail forcé de Janowska. Le 15 juillet 1942, les nazis créent un ghetto et y enferment 22 000 Juifs. La peine de mort est imposée pour ceux qui quittent illégalement le ghetto (sauf pour le travail) et pour les non-juifs qui tentent de les aider. 
Le 27 juillet 1942, a lieu la première Aktion Reinhard. Dans les stades, le transport de ceux qui sont incapables de travailler - les personnes handicapées, malades, personnes âgées et les enfants sont emmenés dans les bois voisins de Grochowce où ils sont tués. Environ 6 500 Juifs sont envoyés au camp de la mort à Belzec. Entre le 31 juillet et 3 août, 6 000 autres Juifs sont déportés qui sont tous exterminés à Auschwitz et à Belzec. Le 18 novembre, la deuxième Aktion déporte 3 500 Juifs à Belzec. Ceux qui tentent de fuir ou se trouvent une cache dans des bunkers, ainsi que les enfants de l'orphelinat sont tués. Le ghetto est divisé en taille réduite : Ghetto A (pour les travailleurs : environ 800 personnes) et Ghetto B (pour les non-travailleurs : environ 4 000 personnes). 
Les 2 et 3 septembre 1943, environ 3 500 Juifs qui étaient cachés dans des bunkers sont déportés à Auschwitz et environ 600 personnes du Ghetto A sont envoyés au camp de travail de Szebnie. Une semaine plus tard, 1 580 Juifs sont assassinés dans la cour de l'école Piramowicza sur la rue Kopernika, à côté de la prison. Leurs corps brûlent pendant cinq jours. 250 personnes sont tenues de nettoyer la zone. En 1956, une plaque commémorative sera placée sur le bâtiment de l'école.
Le 28 novembre, 250 personnes sont déportées à Szebnie, à Stalowa Wola ou à Auschwitz à la fin de février 1944.
La résistance polonaise et juive réussit à sauver 415 Juifs. Les archives allemandes révèlent que 568 Polonais de la région ont été exécutés pour avoir aidé des Juifs.
La ville est libérée de l'occupation allemande par l'Armée rouge le 27 juillet 1944. Le découpage territorial d'après-guerre place Przemyśl en bordure de la frontière soviétique, privant la ville d'une grande partie de son ancienne aire d'influence. En raison de l'extermination des Juifs et de l'expulsion des Ukrainiens, la population de la ville s'effondre. Cette perte est progressivement compensée par l'arrivée de milliers de réfugiés polonais d'Ukraine.
Après tous ces désastres, la croissance de la ville s'est arrêtée. En 1956, une plaque est dévoilée sur un ancien bâtiment de ghetto de la rue Kopernika, commémorant le martyre des Juifs Przemysl. 
La dislocation de l'Union soviétique, en 1991, et la création d'une Ukraine indépendante ouvrent de nouvelles perspectives à Przemyśl. 

### XXIesiècle
11 juillet 2022, le président ukrainien Volodymyr Zelensky décerne à Przemyśl le titre de « ville sauveuse » en reconnaissance de la solidarité sans précédent dont la ville fait preuve depuis la crise des réfugiés ukrainiens de 2022,.

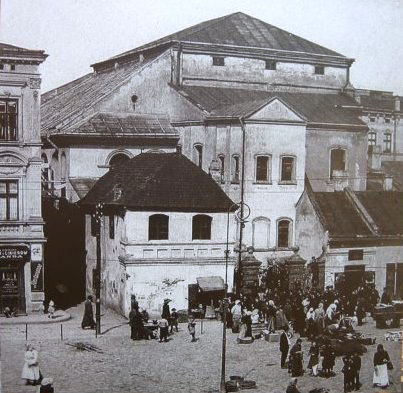
Vieille synagogue de Przemyśl, tournant du -

| Date             | Population totale | Population juive |
| ---------------- | ----------------- | ---------------- |
| 1921             | 47 958            | 18 360           |
| 1931             | 51 038            | 17 326           |
| 20 juin 1941     | 65 798            | 16 500           |
| 24 octobre 1941  | 71 337            | 16 408           |
| 31 décembre 1942 | 50 738            | 3 030            |
| 1945             | 28 144            | 415              |

#### Vieille synagogue de Przemyśl
La Vieille synagogue (en polonais : Stara Synagoga w Przemyślu) est fondée en 1592. Elle est vandalisée en 1746 par des jésuites, incendié en 1939 quand les Allemands se retirent de la rive est de la rivière San puis ses ruines sont détruites par les nazis en 1941. Les autorités municipales de Przemysl démolissent ses restes en 1956.

## Climat
| Mois                                       | Janv | Fév | Mars | Avr | Mai | Juin | Juil | Août | Sept | Oct | Nov | Déc | Année |
| ------------------------------------------ | ---- | --- | ---- | --- | --- | ---- | ---- | ---- | ---- | --- | --- | --- | ----- |
| Températures minimales moyennes (°C)       | -5   | -4  | --   | 3   | 8   | 11   | 13   | 12   | 10   | 5   | --  | -2  | 4     |
| Températures moyennes (°C)                 | -2   | -1  | 3    | 7   | 13  | 16   | 17   | 17   | 13   | 8   | 3   | --  | 8     |
| Températures maximales moyennes (°C)       | --   | --  | 6    | 11  | 17  | 20   | 21   | 21   | 17   | 11  | 5   | 1   | 11    |
| Moyennes mensuelles de précipitations (cm) | 3    | 3   | 3    | 4   | 7   | 9    | 9    | 7    | 5    | 4   | 4   | 4   | 66    |

## Patrimoine
- Palais Lubomirski, de style éclectique, construit par la famille Lubomirski en 1885.
- Palais des évêques gréco-catholiques.
- Château Kazimierzowski, construit par Casimir III le Grand en 1340.
- Monastère des Carmélites.
- Église de Saint-Antoine de Padoue.
- Cathédrale de Saint-Jean-Baptiste.
- Muzeum Narodowe (musée national).
  - Muzeum Dzwonów i Fajek (musée des Cloches et des Pipes).
  - Muzeum Historii Miasta Przemyśla (musée d'Histoire de la ville de Przemyśl).
- Muzeum Diecezjalne (musée diocésain).
- Le musée ukrainien régional « Strywihor ».
- Zasanie synagogue.
- La nouvelle synagogue, appelée « Scheinbach ».

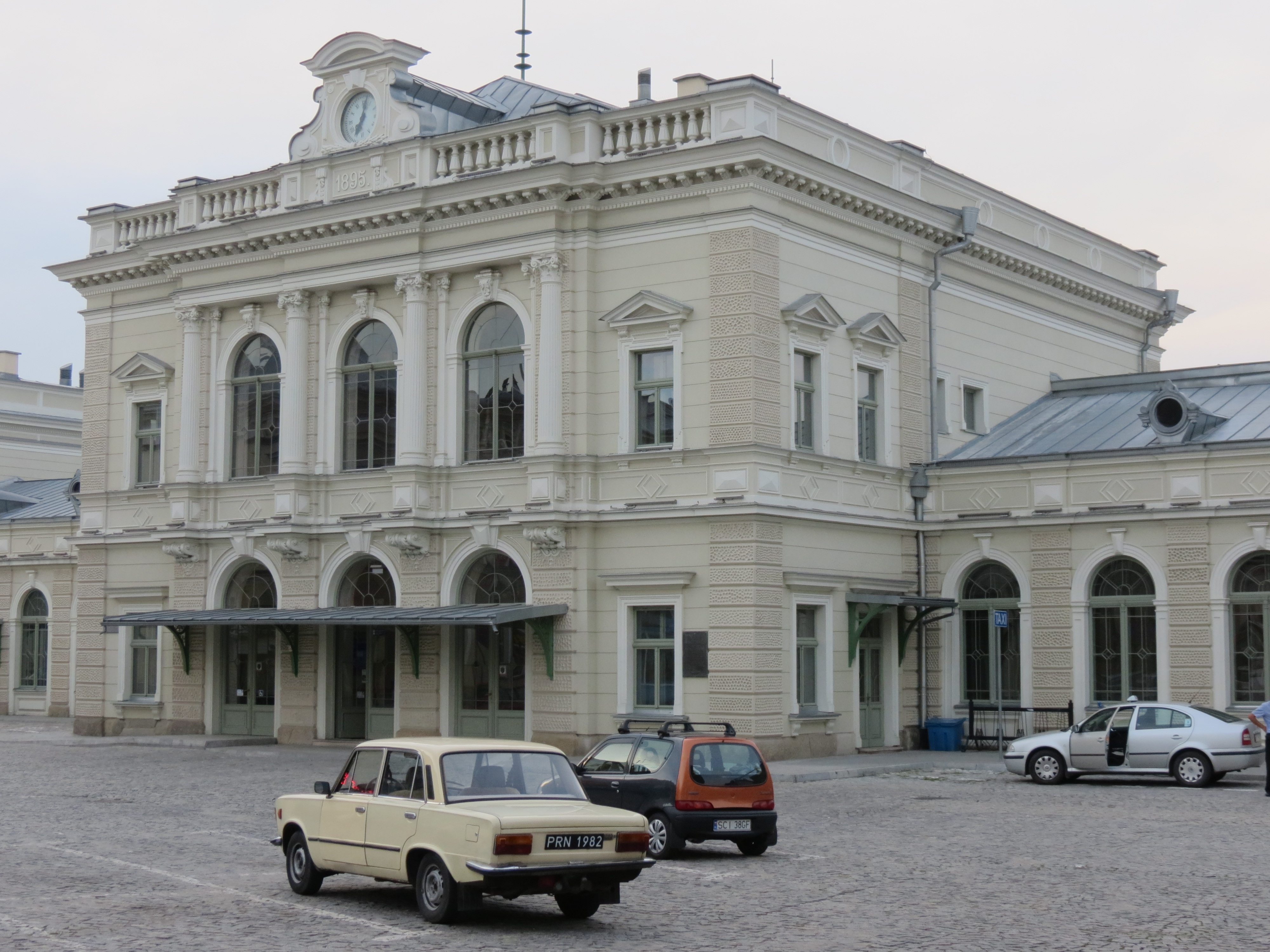
La gare de Przemyśl, classée.
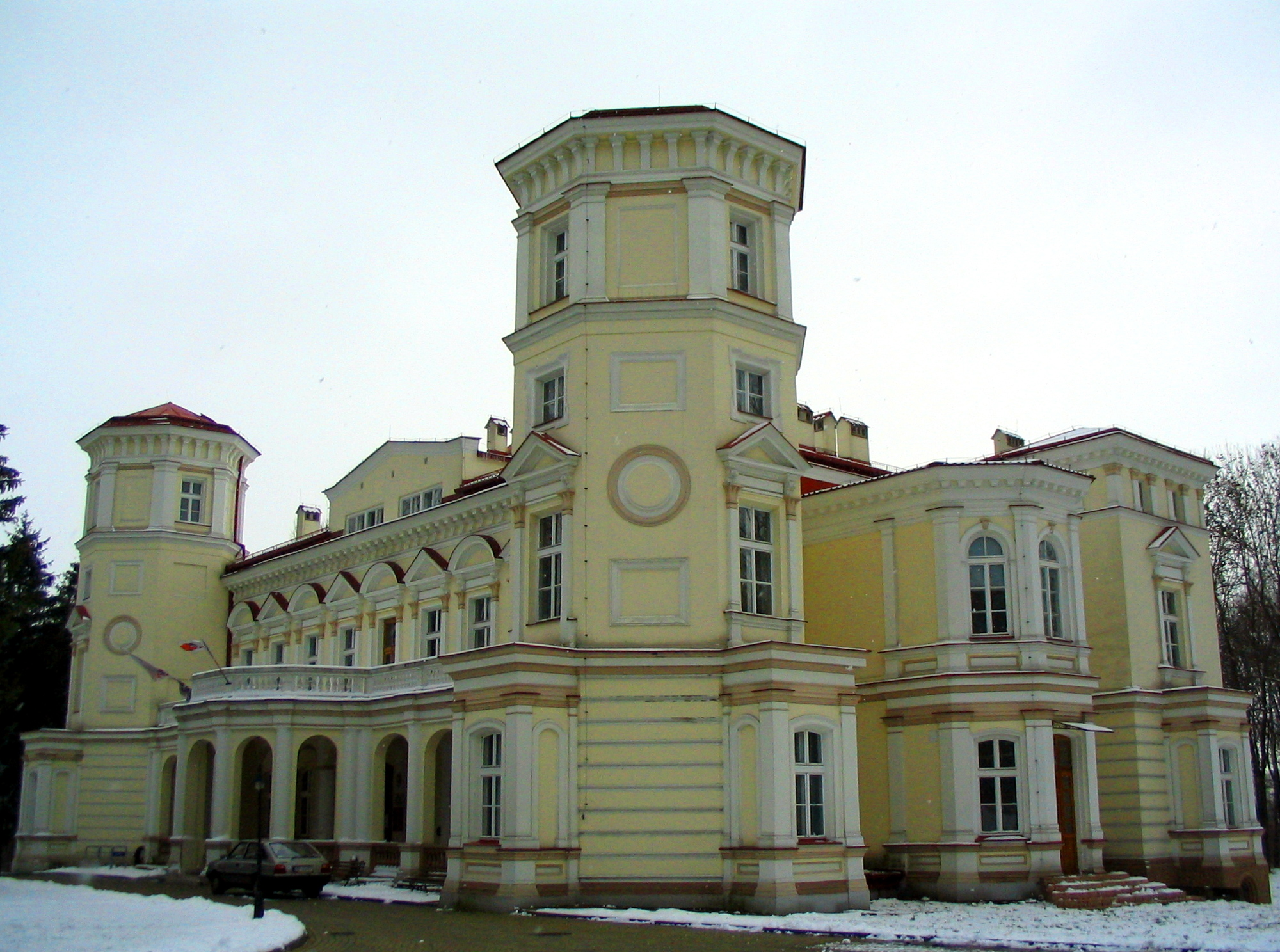
Palais Lubomirski.
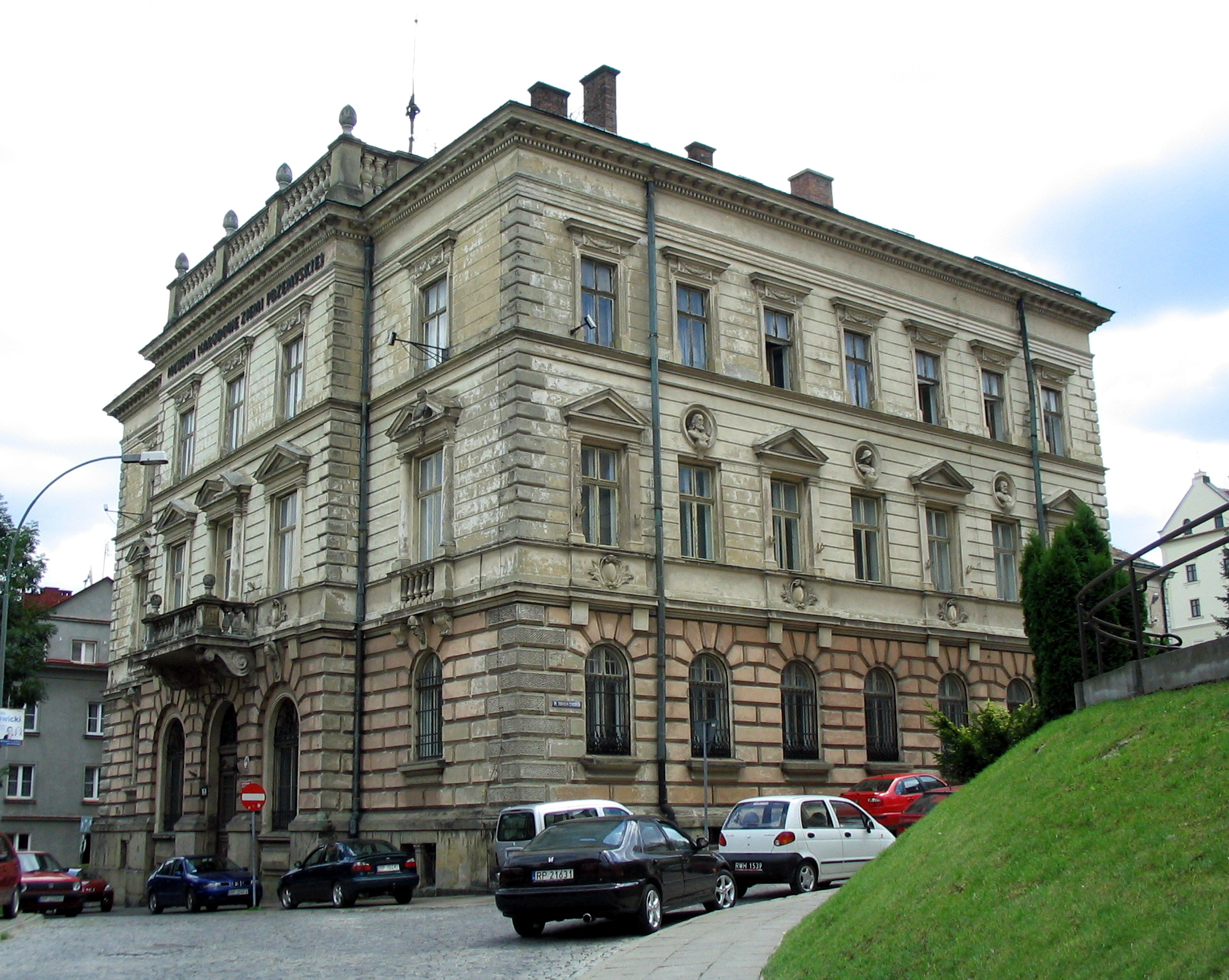
Palais des évêques gréco-catholiques.
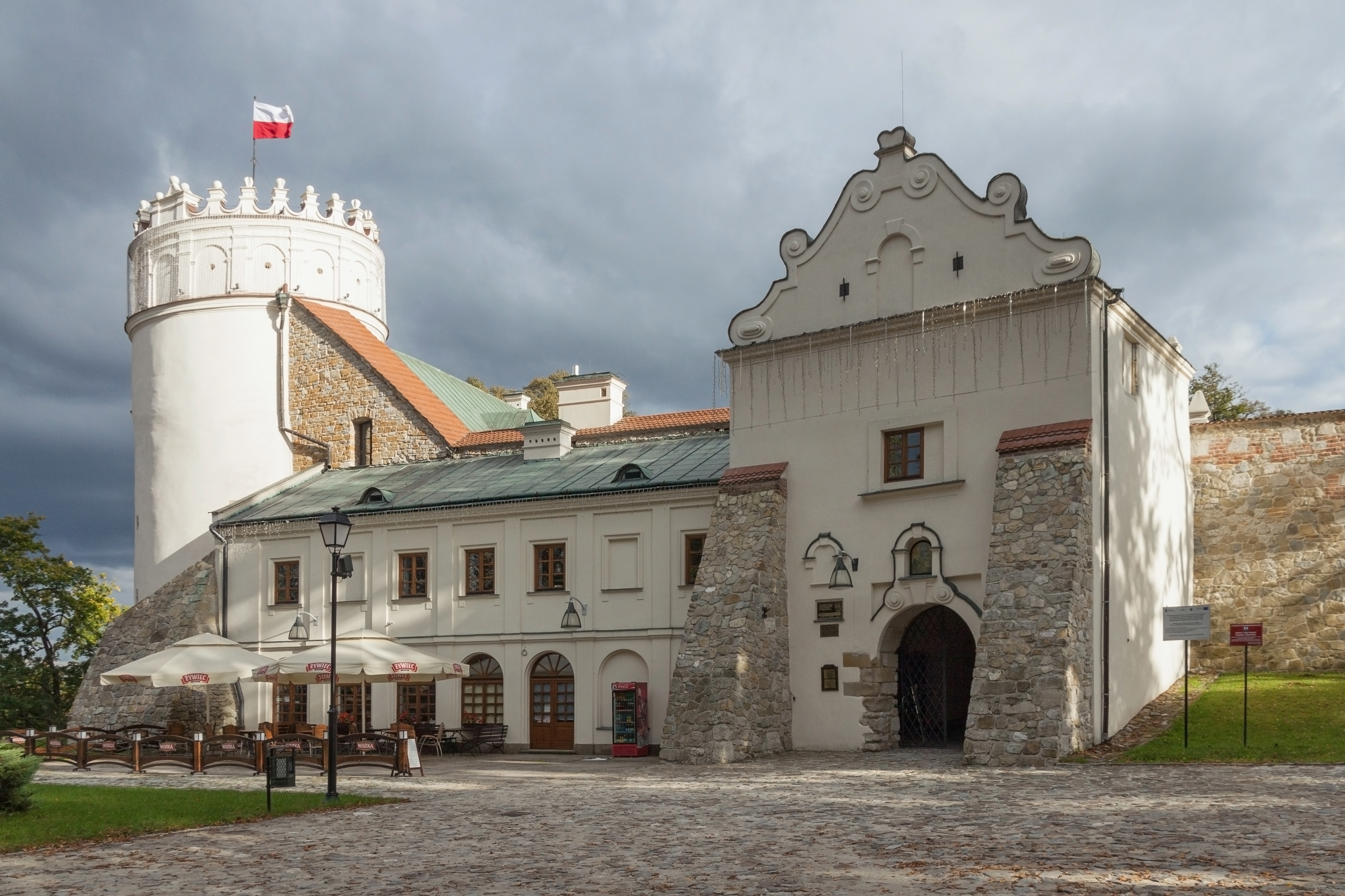
Château Kazimierzowski.
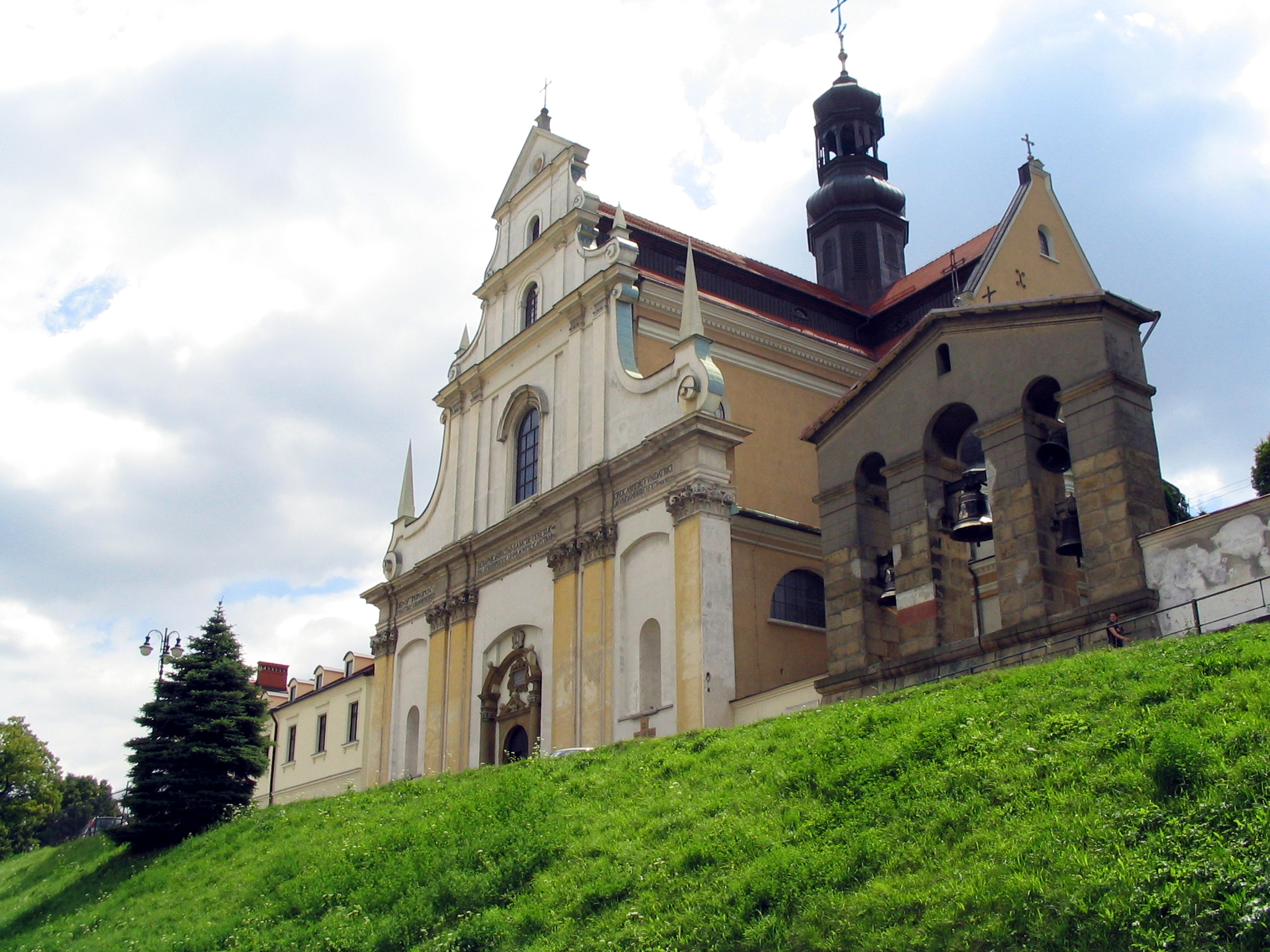
Monastère des Carmélites.
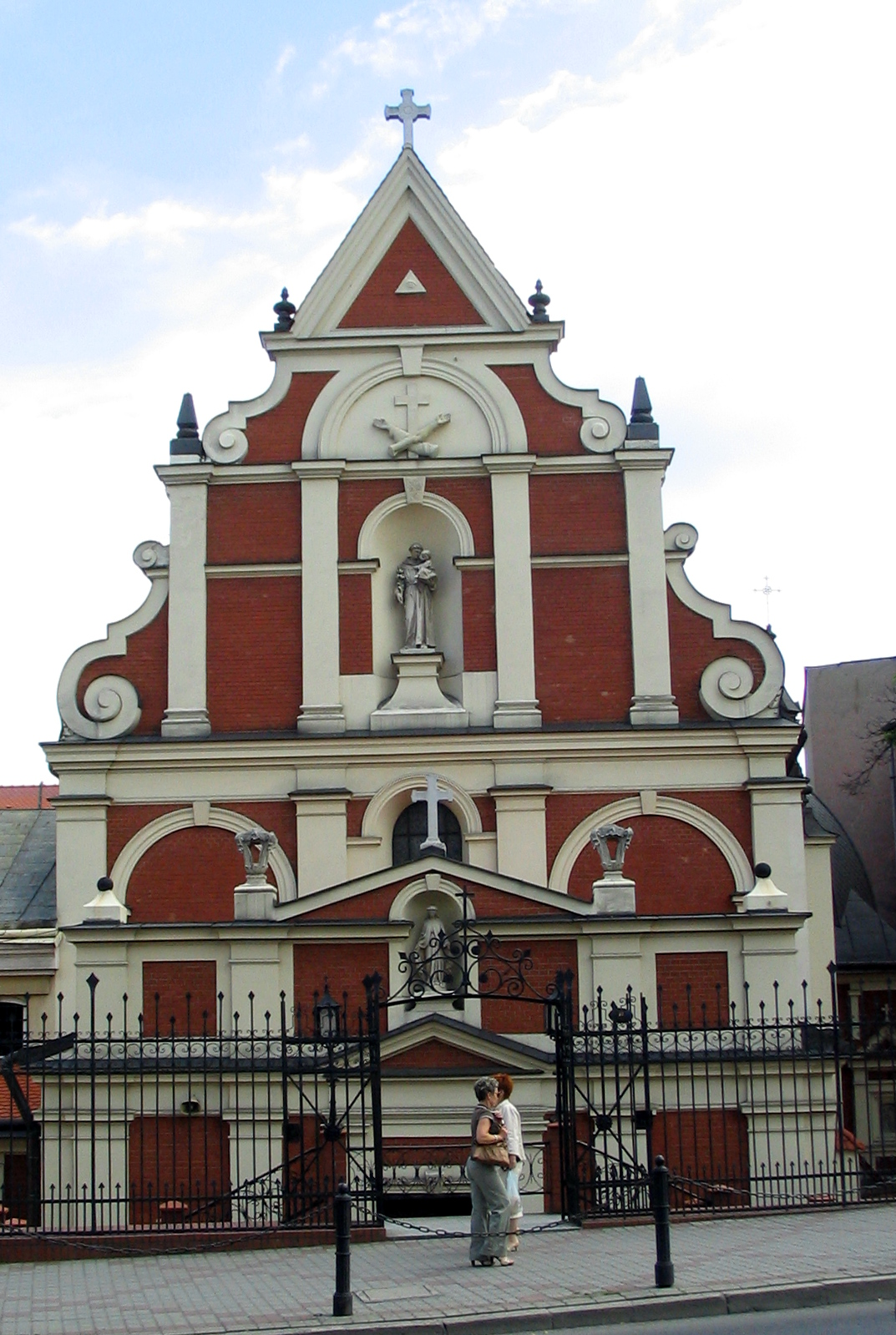
Église de Saint-Antoine de Padoue.
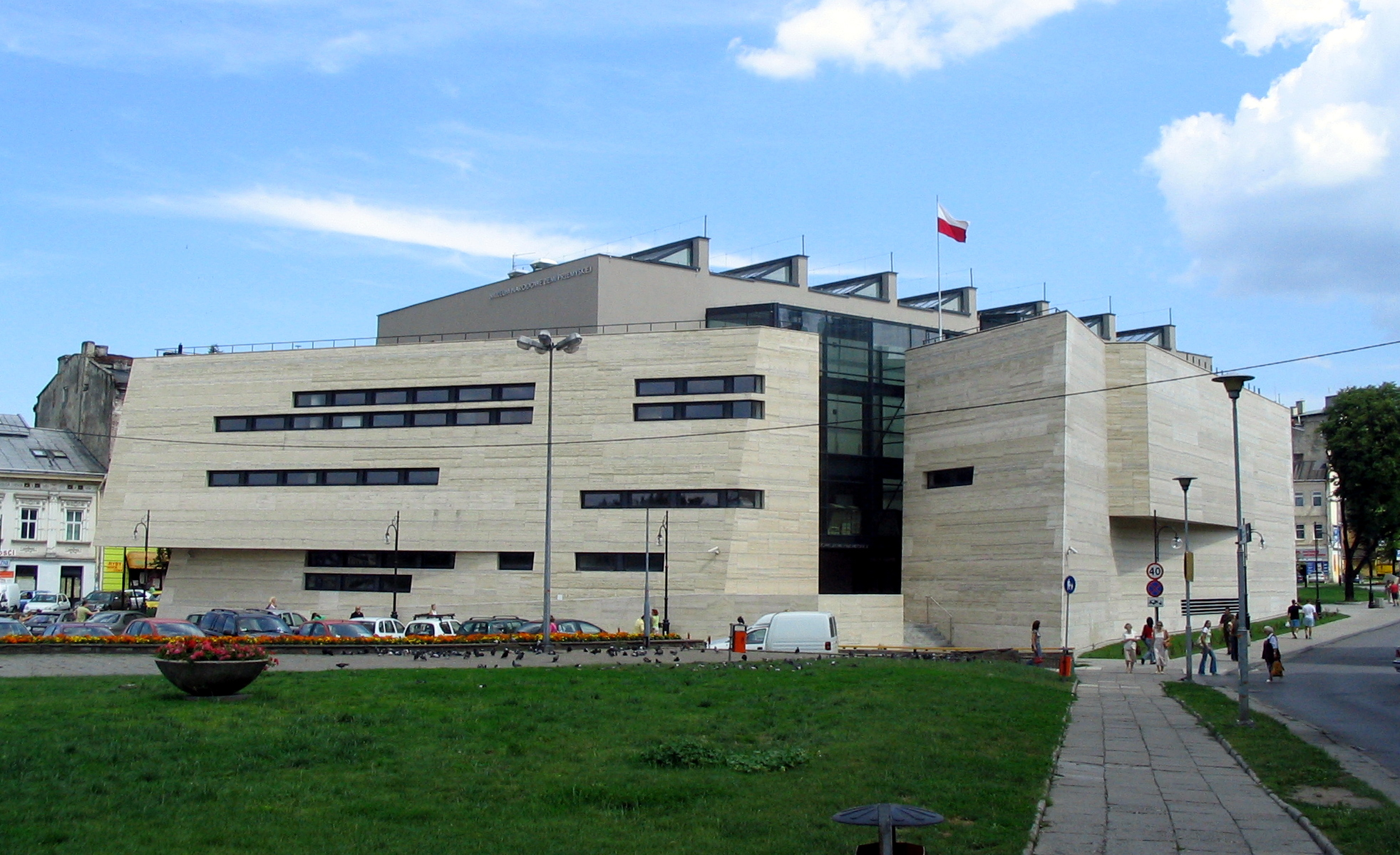
Le musée national de Przemyśl.
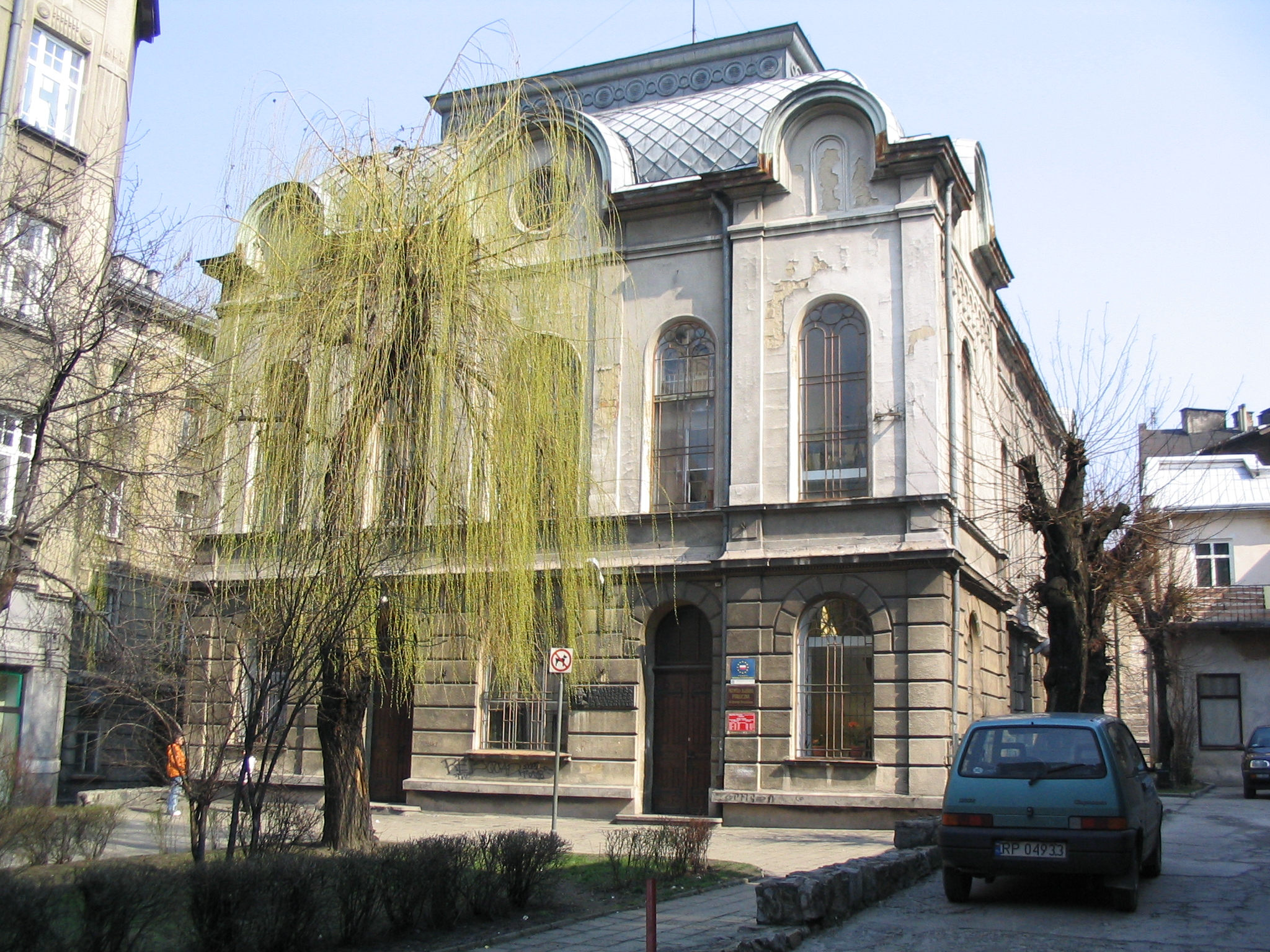
La nouvelle synagogue.

## Galerie générale

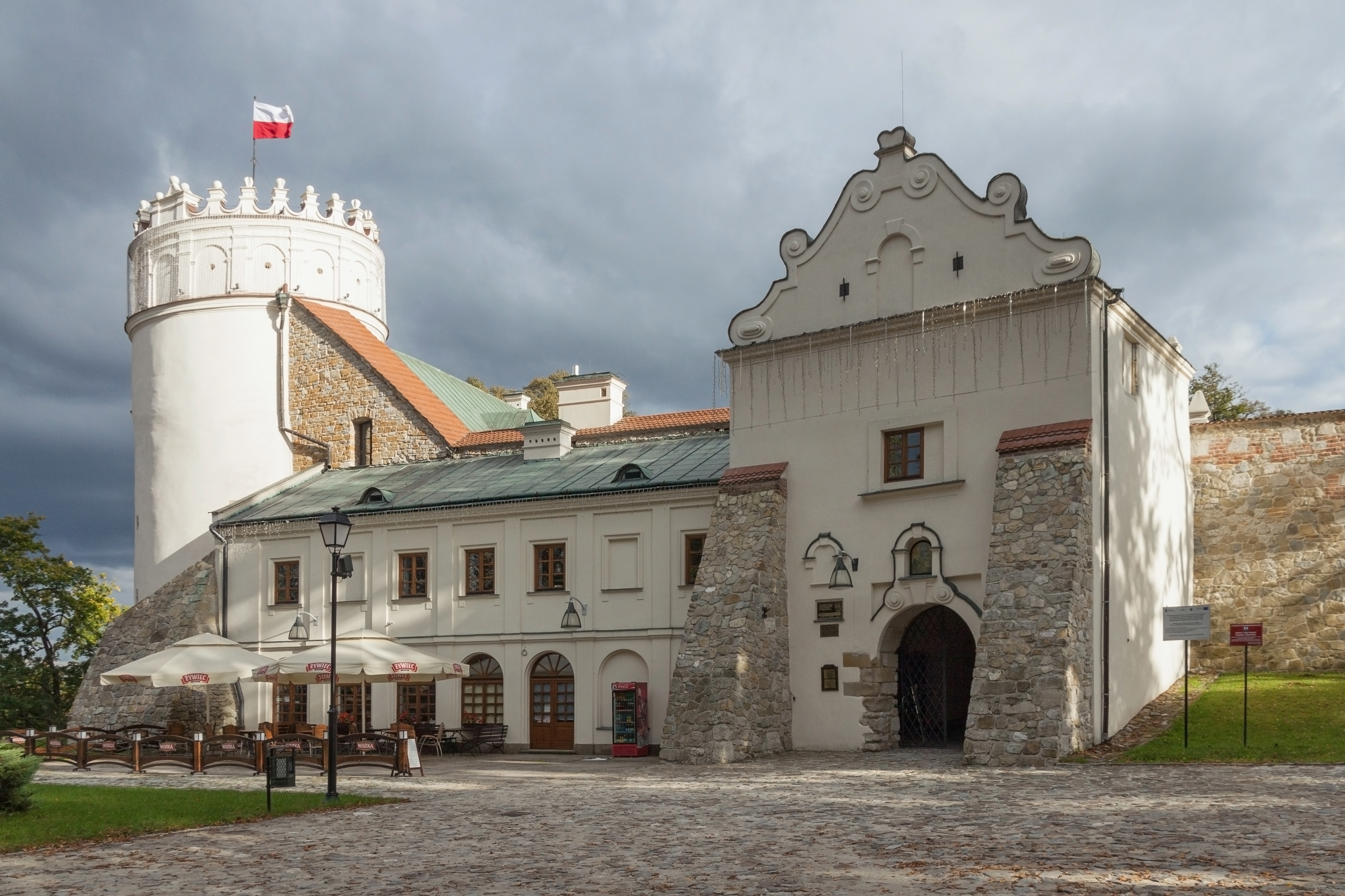
Le château de Przemyśl.
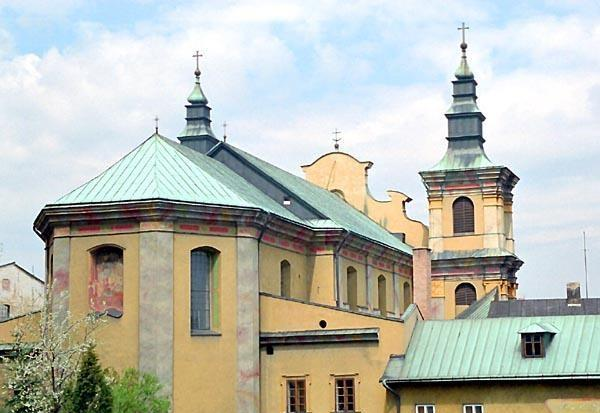
L'église franciscaine de Premzyl.
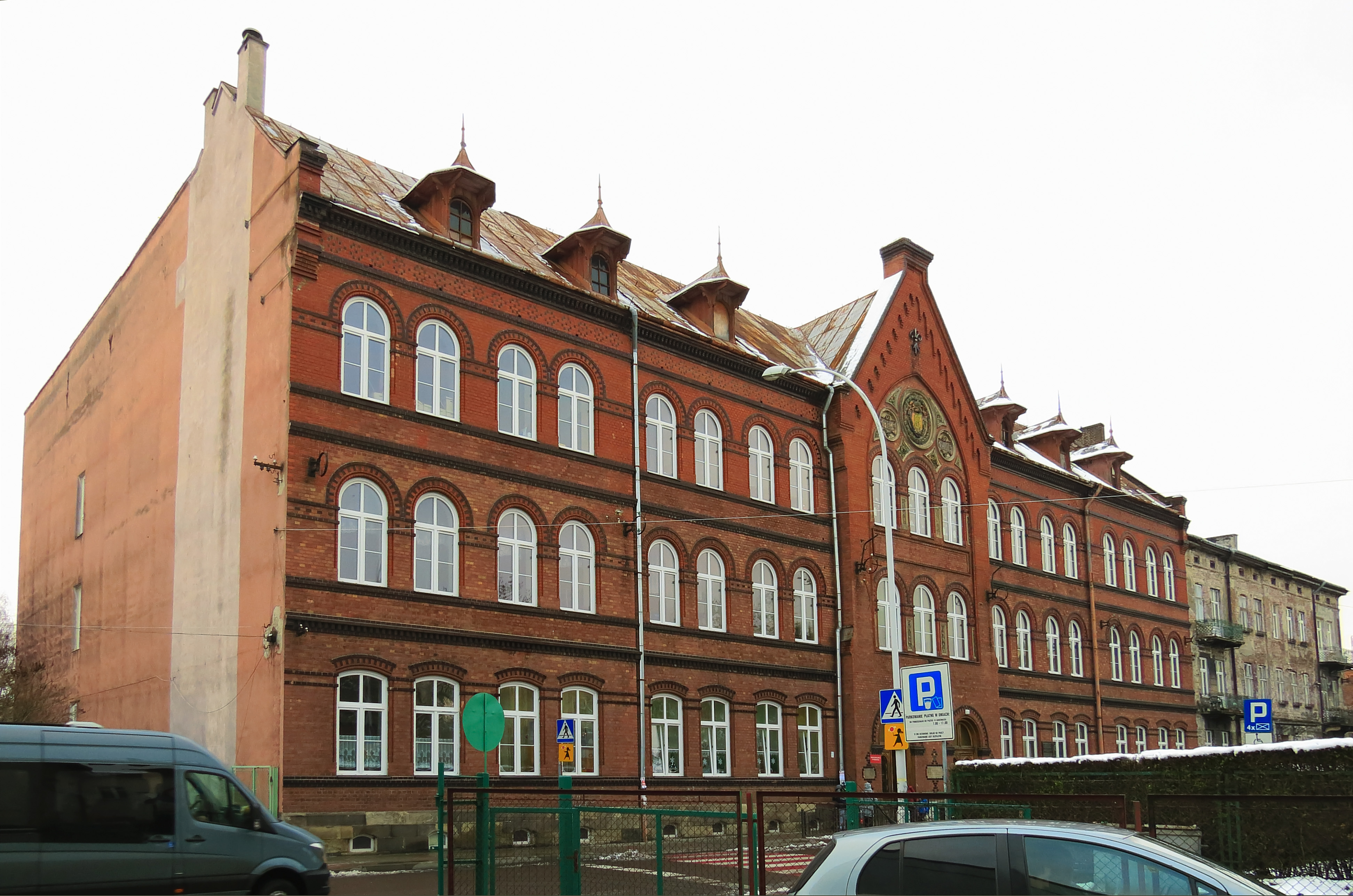
L'école Maria Grzegorzewska.
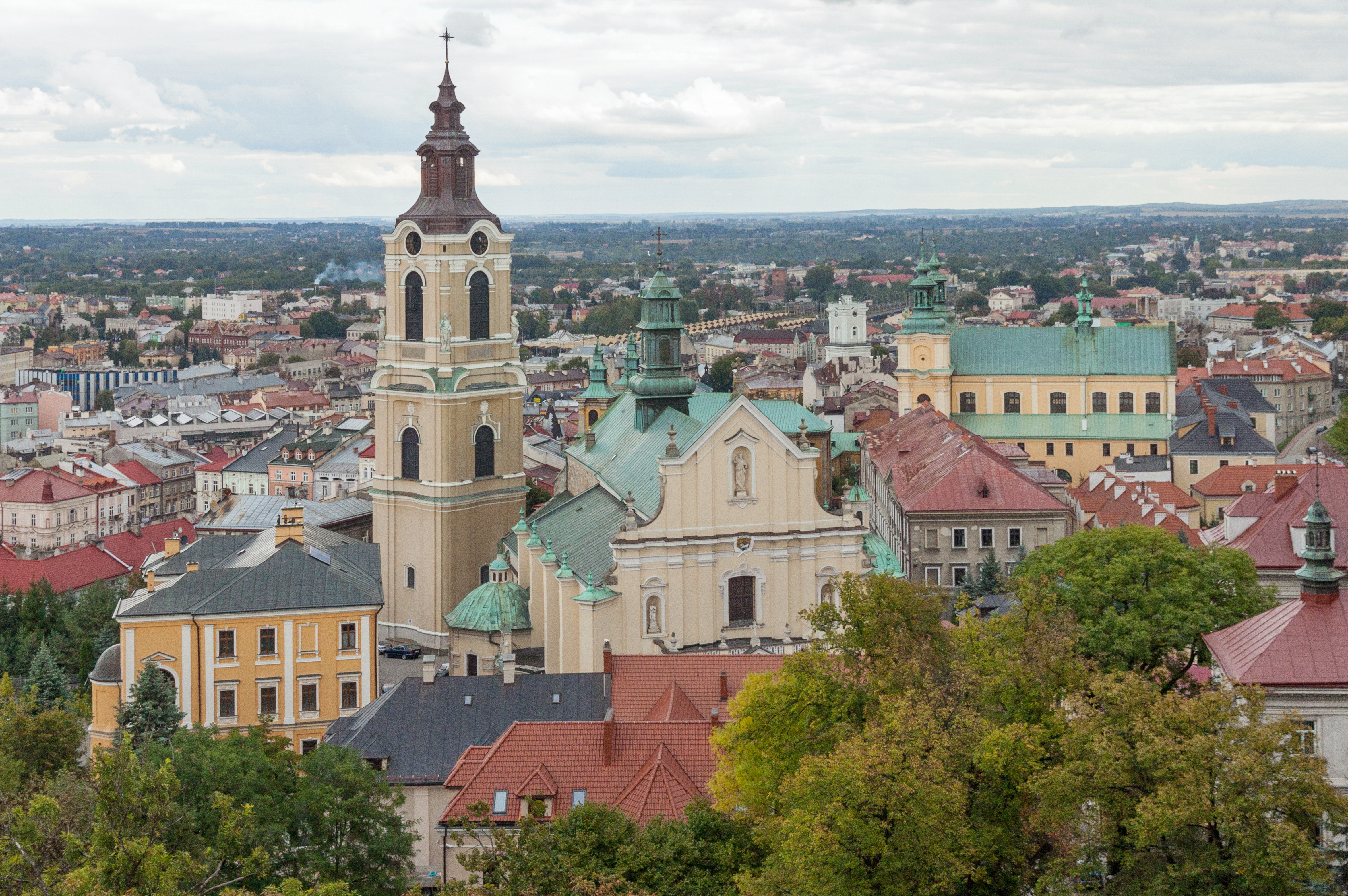
le clocher de la cathédrale.
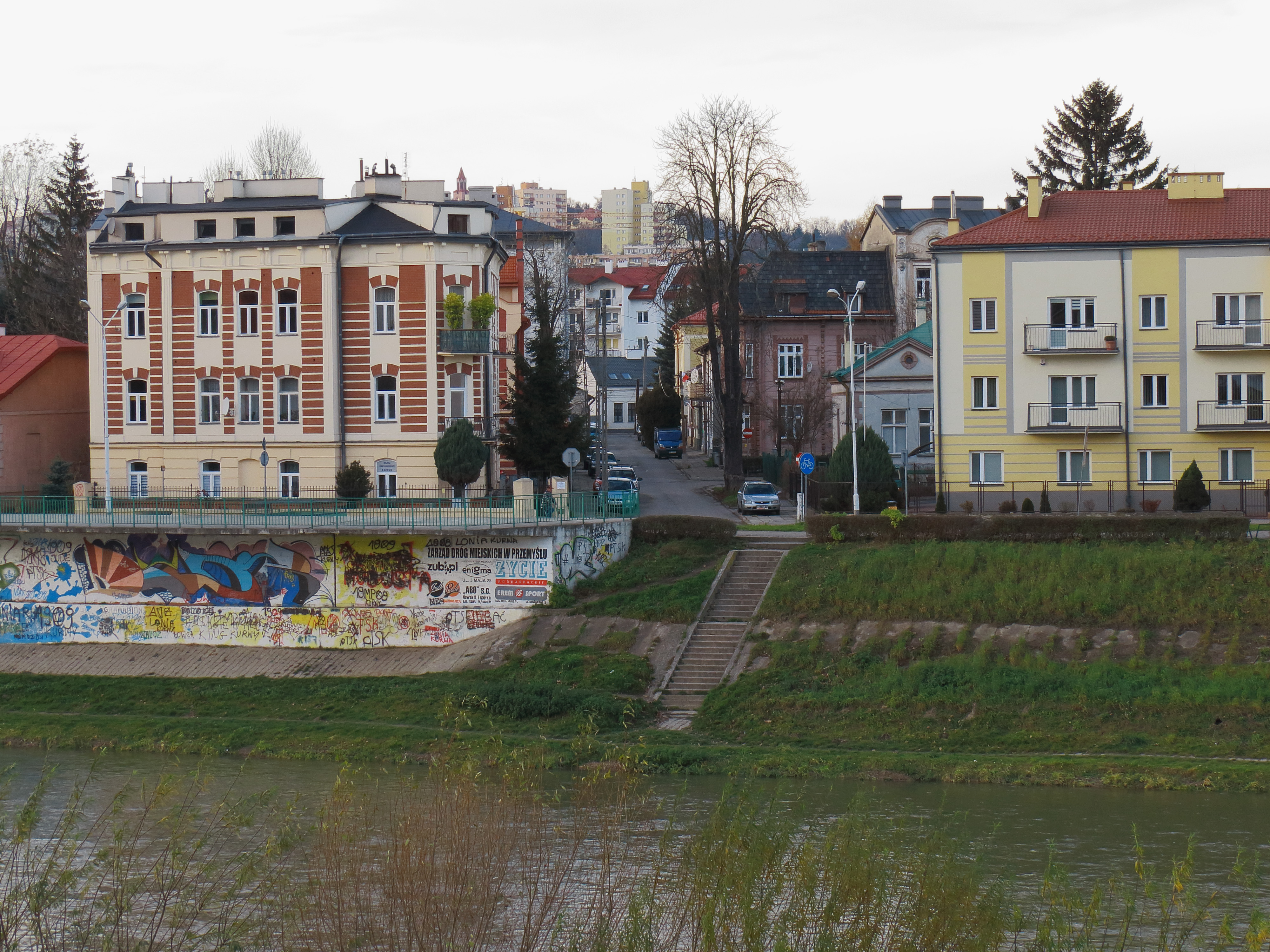
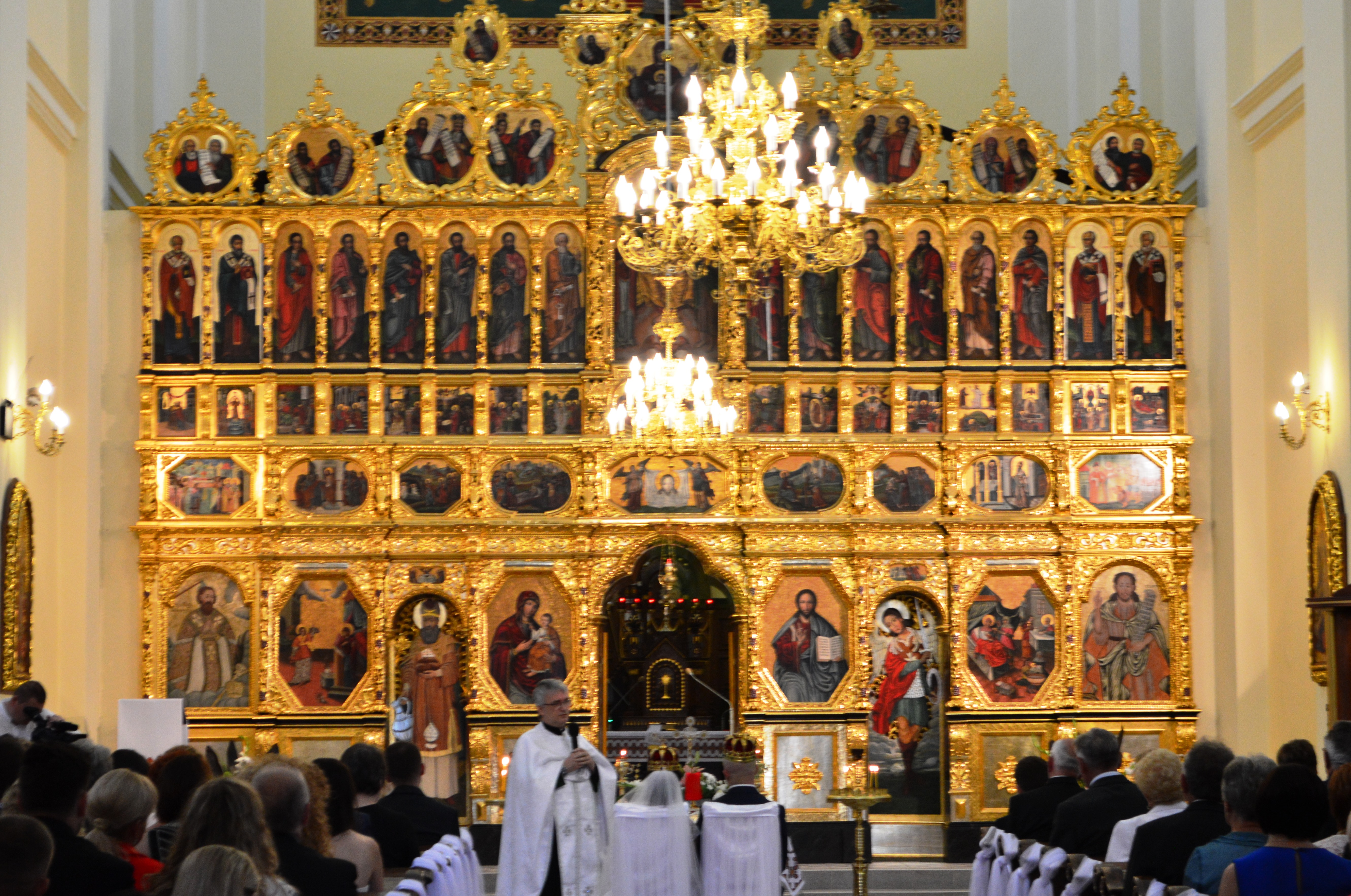
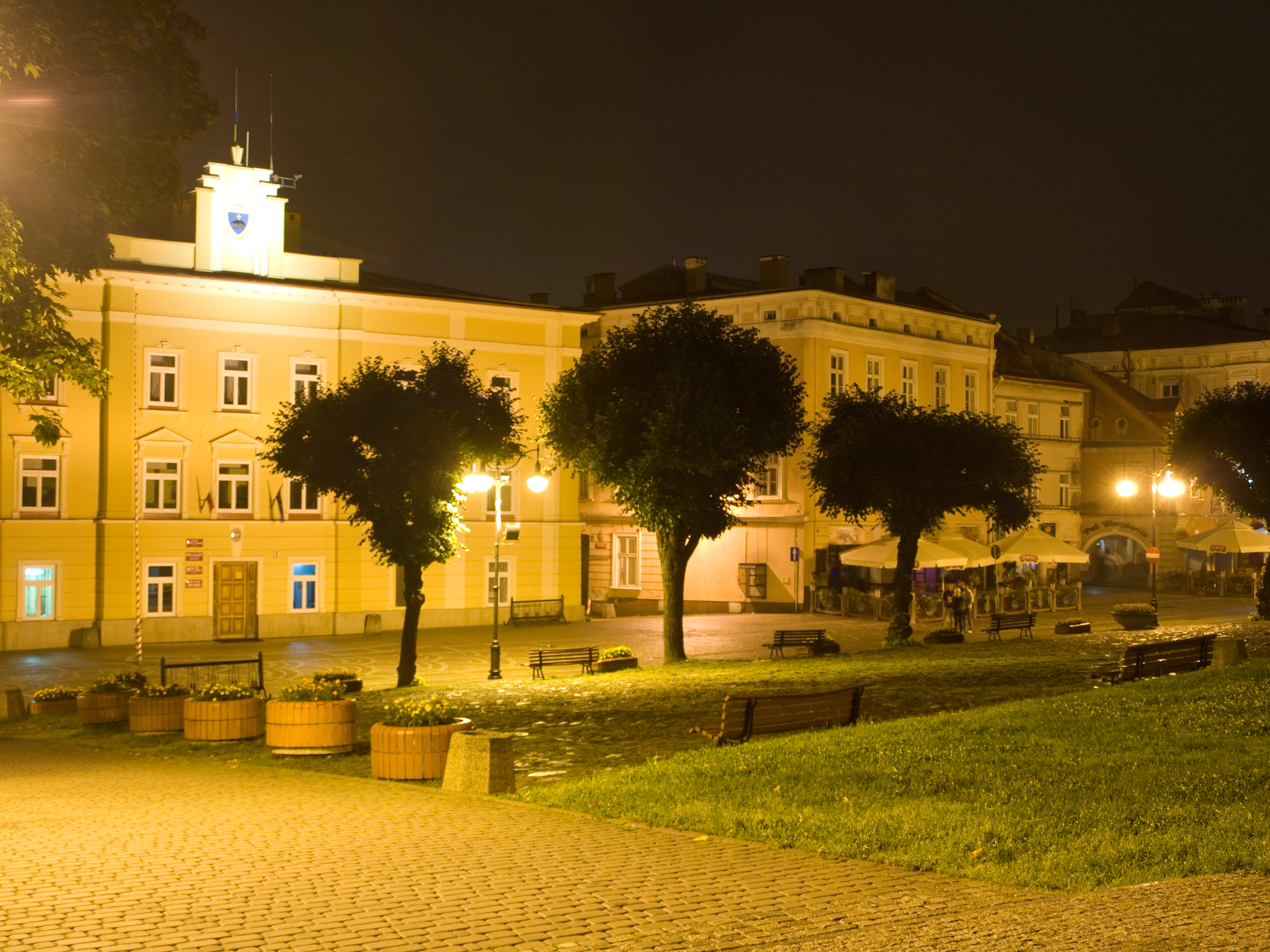
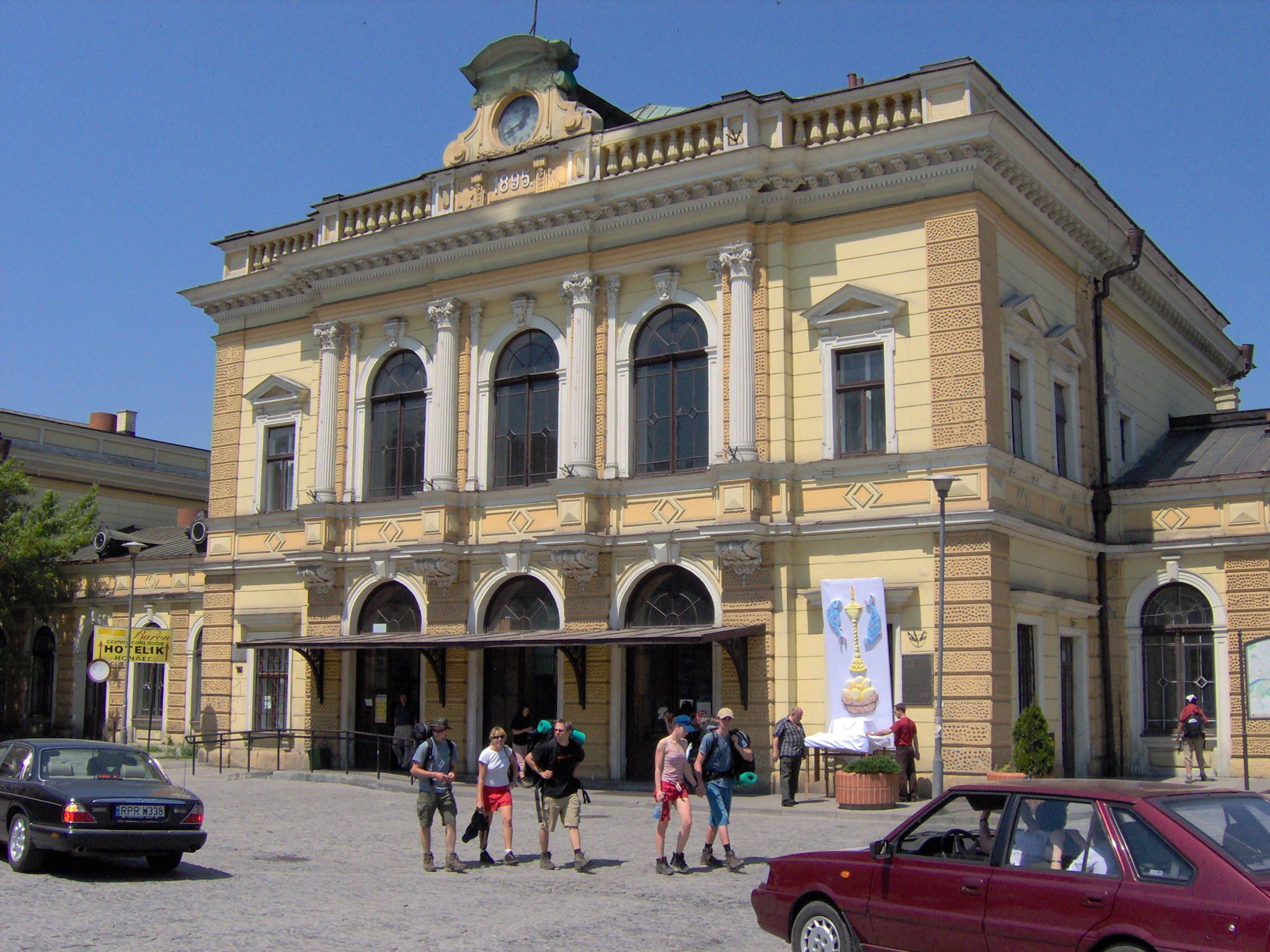
La gare.
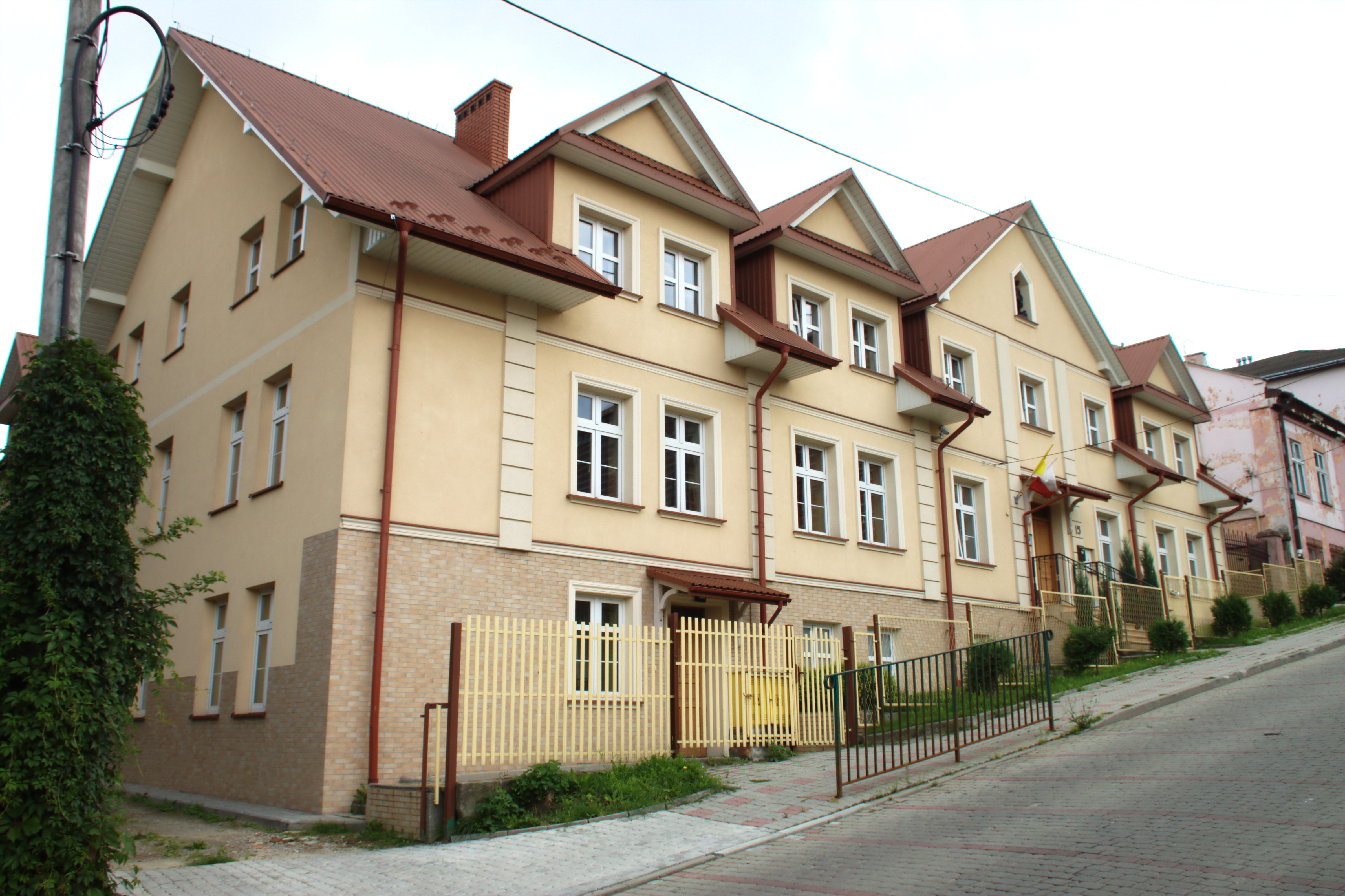
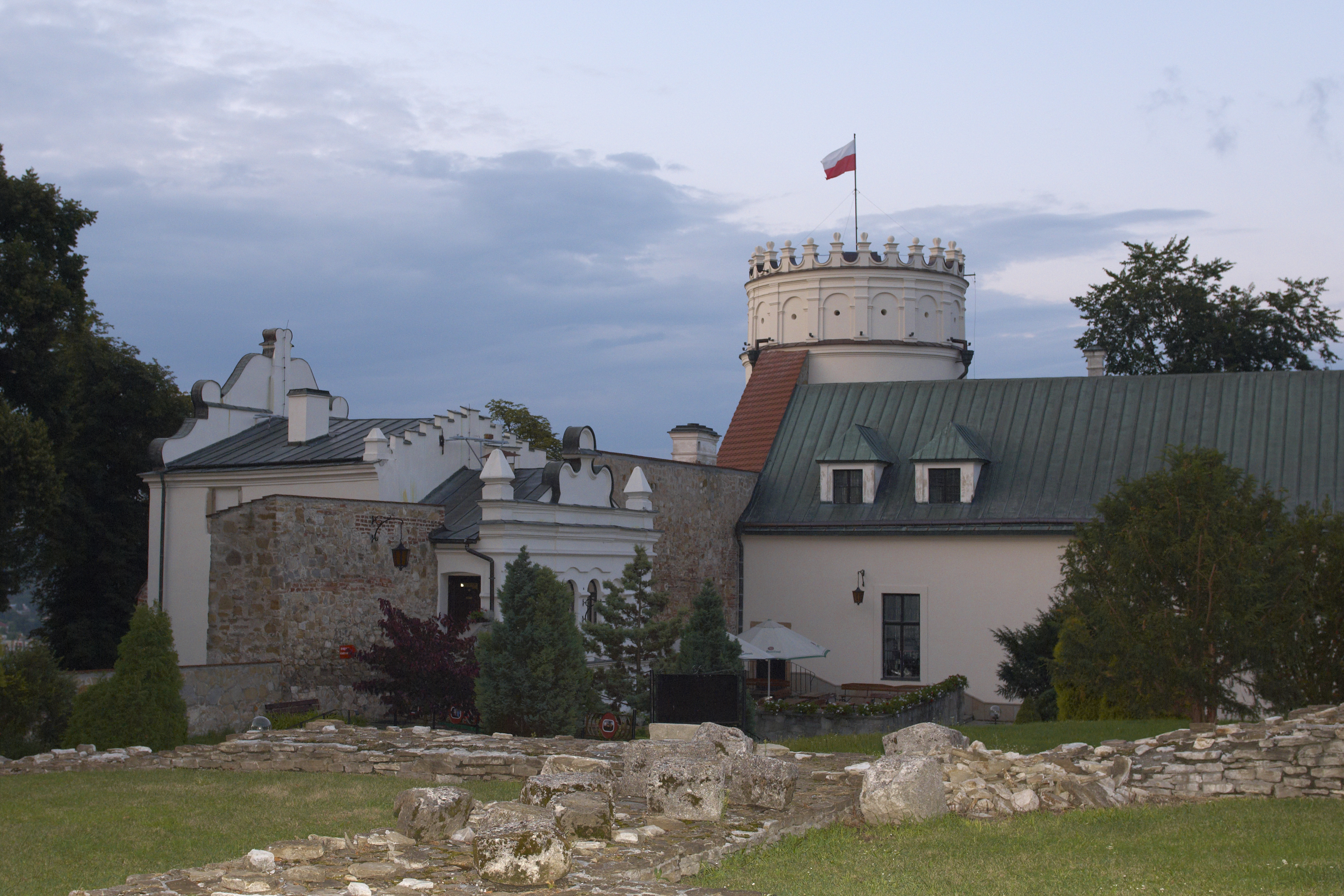
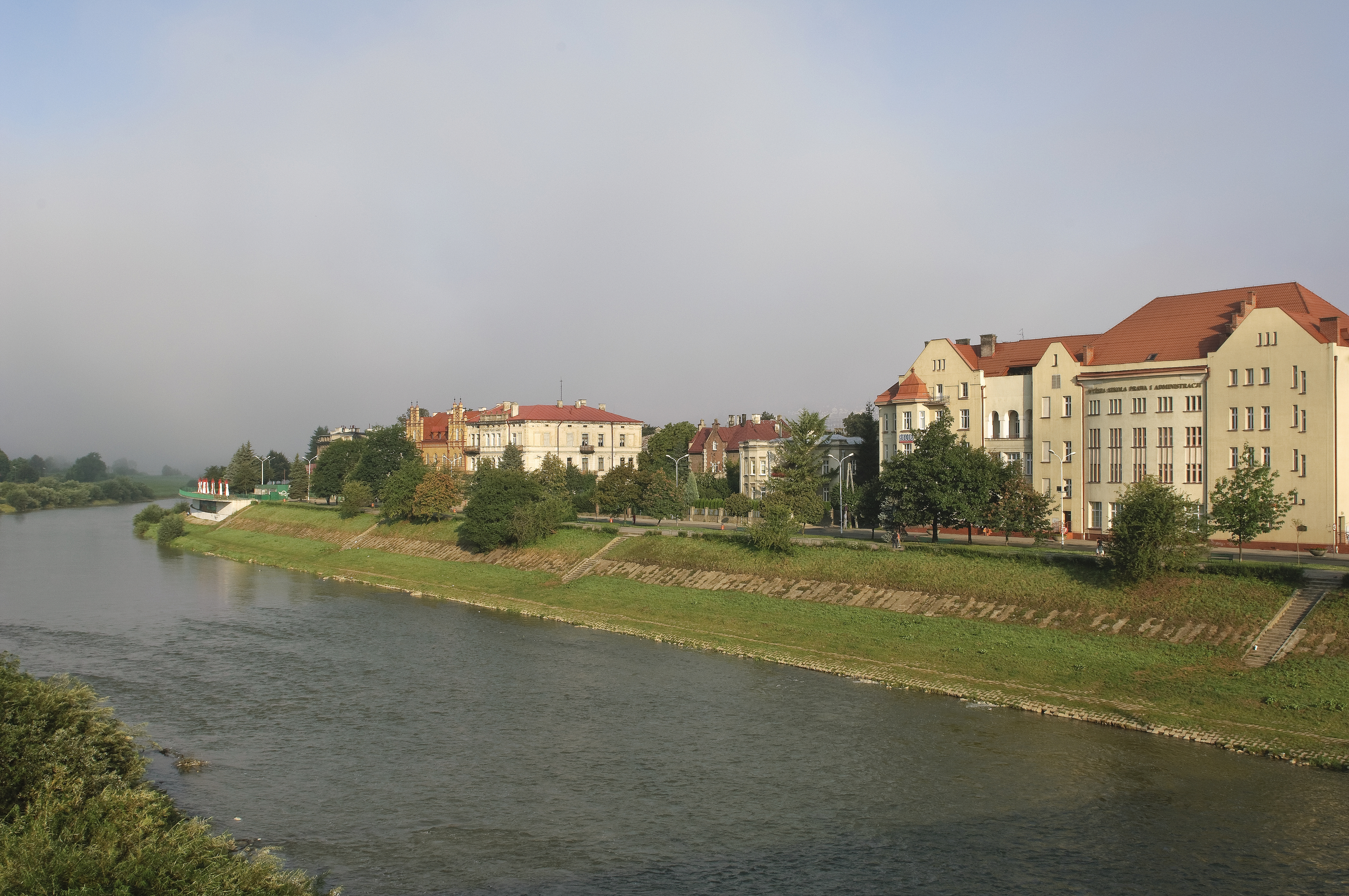
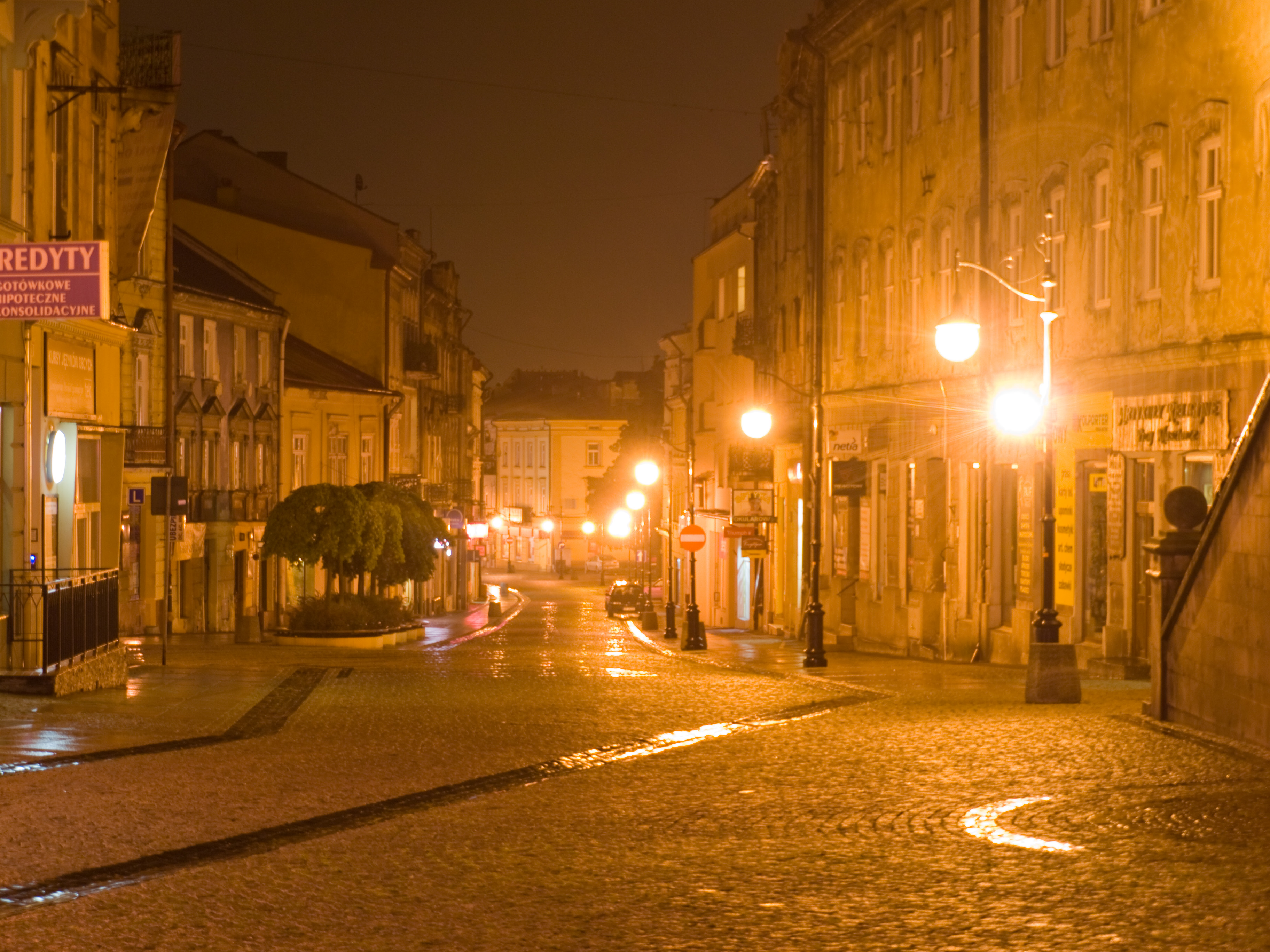

## Personnalités liées à la ville
- Svetozar Boroević, général austro-hongrois
- Zbigniew Brzezinski, politologue américain
- Helene Deutsch, psychiatre, psychanalyste juive américaine
- Marek Kuchciński, homme politique
- Jerzy Podbrożny, footballer
- Stephania Podgórska, résistante, Juste parmi les nations
- Helena Podgórska (1925–2018), résistante, Juste parmi les nations
- Ryszard Siwiec, martyr polonais
- Renia Spiegel, diariste juive fusillée à Przemyśl
- Zeev Sternhell, historien et penseur israélien
- Feliks Michał Wygrzywalski (1875 – 1944), peintre
- Josaphat Kocylovskyj (1876 – 1947), évêque et martyr
- Mikołaj Osada (1883-1949), procureur et député
- Lidia Morawska (1952-), physicienne polono-australienne, y a vécu.

## Jumelages
La ville de Przemyśl est jumelée avec :
- Mostyska (Ukraine)
- Humenné (Slovaquie)
- Trouskavets (Ukraine)
- Eger (Hongrie)
- Kamianets-Podilskyï (Ukraine)
- Lviv (Ukraine)
- South Kesteven (Royaume-Uni)
- Paderborn (Allemagne)